# Karera
Karera là một thị xã và là một nagar panchayat của quận Shivpuri thuộc bang Madhya Pradesh, Ấn Độ.

## Địa lý
Karera có vị trí 25°28′B 78°09′Đ / 25,47°B 78,15°Đ Nó có độ cao trung bình là 305 mét (1000 feet).

## Nhân khẩu
Theo điều tra dân số năm 2001 của Ấn Độ, Karera có dân số 23.491 người. Phái nam chiếm 55% tổng số dân và phái nữ chiếm 45%. Karera có tỷ lệ 65% biết đọc biết viết, cao hơn tỷ lệ trung bình toàn quốc là 59,5%: tỷ lệ cho phái nam là 73%, và tỷ lệ cho phái nữ là 54%. Tại Karera, 16% dân số nhỏ hơn 6 tuổi.